# Brian McFadden (cartoonist)
Brian McFadden is een Amerikaans cartoonist. Hij begon in 2001 met de webcomic Big Fat Whale en werd in 2011 aangenomen als striptekenaar bij The New York Times, dat zijn cartoonreeks The Strip uitgeeft als onderdeel van de Sunday Review. In The Strip gaat McFadden op een vaak sarcastische manier in op de (politieke) actualiteit.
McFadden werd geboren in Brockton (Massachusetts) en studeerde voor ingenieur mechanica aan de Johns Hopkins University. McFadden woont in Quincy (Massachusetts).